# Diocèse de Granada en Colombie
Ne doit pas être confondu avec Archidiocèse de Grenade ou Diocèse de Granada.
Le diocèse de Granada en Colombie (en latin : en latin : Dioecesis Granadiensis in Columbia ; en espagnol : Diócesis de Granada en Colombia) est un diocèse de l'Église catholique en Colombie, suffragant de l'archidiocèse de Villavicencio.

## Territoire

Il comprend 13 municipalités du département de Meta : El Dorado, El Castillo, Fuente de Oro, Granada, La Macarena,  La Uribe, Lejanías, Mesetas, Puerto Concordia, Puerto Lleras, Puerto Rico, San Juan de Arama et Vista Hermosa.
Il a un territoire d'une superficie de 35 000 km2 divisé en 27 paroisses. Le siège épiscopal est dans la ville de Granada où se trouve la cathédrale Notre-Dame-du-Mont-Carmel.

## Historique
La préfecture apostolique del Ariari est érigée le 16 janvier 1964 par la constitution apostolique Laetamur admodum du pape Paul VI en prenant une partie du territoire du vicariat apostolique de Villavicencio (aujourd'hui archidiocèse de Villavicencio).
Le 3 octobre 1987, la préfecture devient vicariat apostolique par la constitution apostolique Ad universas orbis du pape Jean-Paul II. Par la constitution apostolique Cum Vicariatus du 29 octobre 1999, le pape Jean-Paul II élève le vicariat apostolique au rang de diocèse qui prend son nom actuel.
Nommé suffragant de l'archidiocèse de Bogota lors de sa création, il intègre la province ecclésiastique de l'archidiocèse de Villavicencio le 3 juillet 2004 par la constitution apostolique Ad totius dominici du pape Jean-Paul II.

## Évêques
- Jesús María Coronado Caro, S.D.B (16 janvier 1964 - 10 février 1973), nommé évêque de Girardot
- Héctor Jaramillo Duque, S.D.B (14 septembre 1973 - 3 août 1981), nommé évêque de Sincelejo
- Luís Carlos Riveros Lavado, S.D.B (5 mars 1982 - 27 septembre 1986)
- Héctor Julio López Hurtado, S.D.B (15 décembre 1987 - 15 juin 2001), nommé évêque de Girardot
- José Figueroa Gómez (8 août 2002 - 31 mai 2025)
- Jorge Enrique Malpica Bejarano, depuis le 31 mai 2025